# Muhamad Hasbi
Muhamad Hasbi (12 de julho de 1992) é um halterofilista indonésio que competiu nos Jogos Olímpicos de Verão de 2012 na categoria até 62 kg masculino e nos Jogos Olímpicos de Verão de 2016 na mesma categoria.